# Памятник Петру I (Измайлово)
«Па́мятник Петру́ Вели́кому» (или «Па́мятник Петру́ I в Изма́йлово») — памятник Петру I в Москве, в Измайлово, воздвигнутый в честь 300-летия Российского флота. Открыт в сентябре 1998 года. Скульптор — Л. Е. Кербель, архитектор — Г. Г. Лебедев.

## Предыстория
Памятник Петру I установлен в Измайловском парке, на острове, окружённом Серебряно-Виноградным прудом, на территории старинной царской резиденции Измайлово.
В Измайловской усадьбе Пётр I часто бывал в период своего детства и отрочества. В мае 1688 года им был обнаружен в амбаре Льняного двора старый английский бот «Святой Николай», вошедший в историю как «дедушка российского Флота».

## История
В 1995 году, в свете подготовки торжеств по случаю 300-летия Российского Флота группа моряков с поддержкой временно исполняющего обязанности Главнокомандующего ВМФ адмирала В. Е. Селиванова обратилась к Правительству России и лично В. С. Черномырдину с просьбой установить в Москве в честь праздника памятник основателю Российского Флота — Петру I. Эскиз памятника сделал скульптор Лев Кербель.
Первоначально памятник планировали открыть в сентябре 1996 года напротив Государственной Третьяковской галереи, для чего был построен новый пешеходный мост через Водоотводный канал и обустроена набережная. По причине появления в 1996 году проекта памятника Петру I в исполнении Зураба Церетели власти Москвы отказались от постановки памятника Льва Кербеля в намеченном месте. В результате московским комитетом по празднованию 300-летия Флота был сделан выбор о постройке в центре столицы памятника работы Церетели, а памятник Кербеля решено было поставить в Измайлово.
Памятник Петру Великому в Измайлово был открыт в сентябре 1998 года.

## Описание
Памятник представляет собой ростовую скульптуру Петра I, стоящую на гранитной колонне. Царь изображён одухотворённым, с пышными растрёпанными волосами и немного вздёрнутыми усиками. Он одет в простой кафтан, рукава которого подвёрнуты по-рабочему. Ворот кафтана расстёгнут, из-под которого на груди виден православный крест. На ногах Петра — огромные ботфорты. Левая нога стоит на мотке корабельного каната. Правая рука опирается на якорь, а левая — энергичным жестом указывает вперёд, как будто — в морскую даль.
Скульптура Петра Великого (её высота — 2 метра) отлита в Санкт-Петербурге. Постамент (высота — 2 метра) изготовлен на Украине.
Стоимость монумента (по состоянию на начало августа 1998 года) — 8838 тыс. рублей. Власти Москвы выделили из городского бюджета половину этой суммы, а оставшуюся часть — префектура Восточного административного округа.
У памятника Петру Великому дважды в год Движением Поддержки Флота (ДПФ) проводятся торжественные митинги: в честь дня рождения регулярного Российского Флота и дня рождения его основателя — Петра I.